# Detector de galena

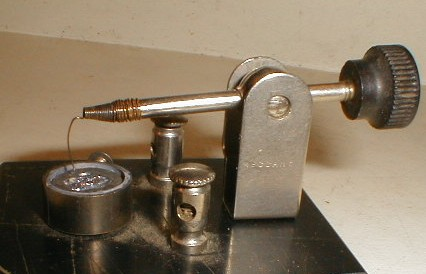
Detector de bigotis de gat.

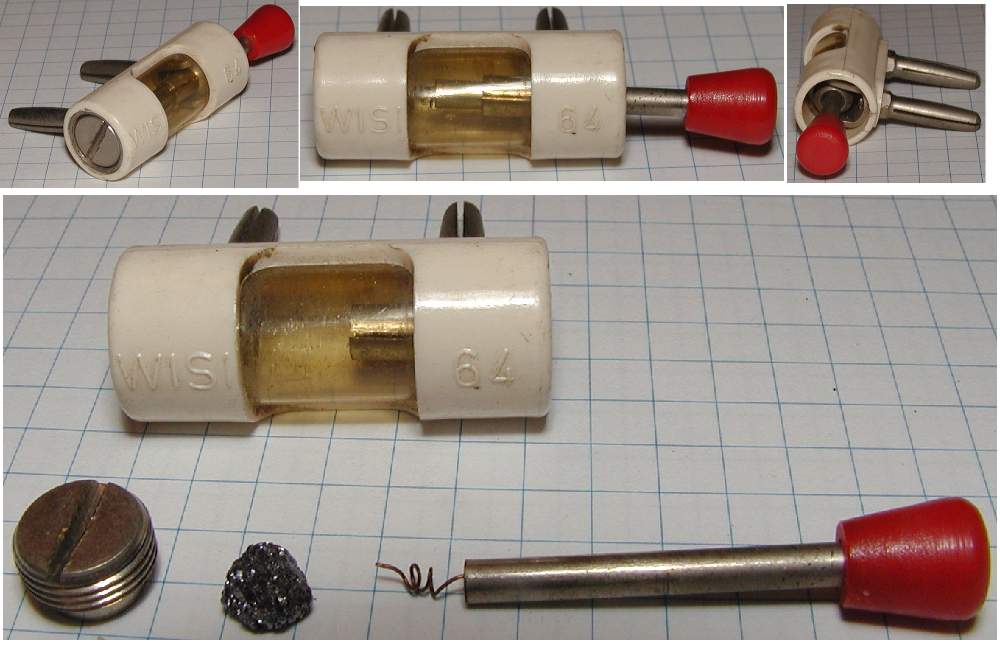
Un cristall detector dels anys 1960.

Un detector de bigotis de gat és un dispositiu que consta d'un filferro que fa contacte amb un cristall detector semiconductor. Aquest artefacte reemplaçava de manera molt elemental als díodes detectors de cristall a les ràdios primitives.

## Descripció

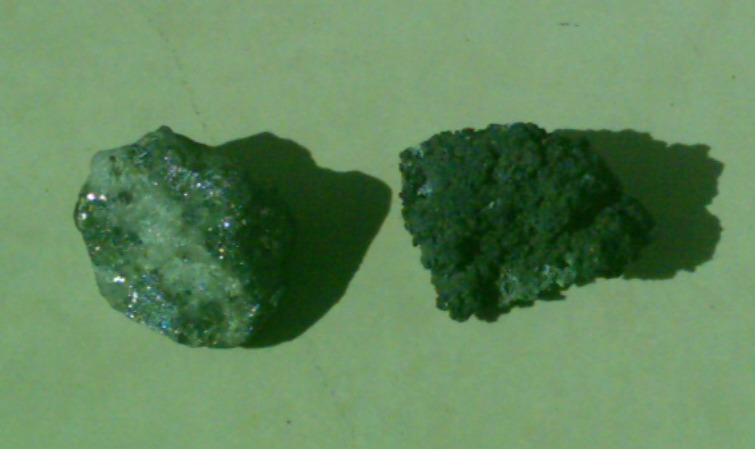
Cristalls de galena natural (esquerra) i artificial (dreta) emprats en ràdios primitives.

Un filferro prim (que podria estar subjecte a un braç metàl·lic) està connectat a la resta del circuit mentre que un dels seus extrems fa contacte en un mineral semiconductor el qual també està connectat d'alguna forma a una altra part del circuit.  G.W. Pickard va desenvolupar el primer detector de "bigoti de gat" (el qual va patentar el 1906) amb un cristall de silici basant-se en el descobriment del semiconductor fet en 1874 per Ferdinand Braun, un físic alemany de la Universitat de Würzburg.

### El cristall
S'empra un cristall mineral natural de propietats semiconductors, comunament galena; no obstant això pot preparar artificialment afegint sofre en plom fos, obtenint-se un mineral encara que no del tot cristal·lí. També poden emprar-se altres minerals com la pirita, silici vitri i carbur de silici. El cristall ha de muntar-se en un suport metàl·lic (i no soldar per evitar danyar-lo) prèviament connectat a una part del circuit i amb una cara exposada a fi de fer contacte amb el "bigoti" metàl·lic. Si cal fixar-lo en metall fos poden emprar aliatges com ara el Metall de Wood de baix punt de fusió per tal de no destruir el cristall i / o alterar-ne les propietats.

### "El bigoti"
Un filferro a manera de ressort, preferentment de bronze o metall similar se subjecta en un dels seus extrems per un cargol o un braç connectats a una altra part del circuit. L'altre extrem farà contacte amb el cristall. Per trobar el punt efectiu de contacte per tal de captar el senyal de ràdio ha de temptejar en diversos punts de la superfície del mineral la qual cosa requereix sovint força paciència.

## Evolució
Aquests detectors eren sovint inestables i posteriorment van ser substituïts per la vàlvula termoiònica i aquestes després van ser reemplaçades pels díodes de semiconductor en els circuits de ràdio. Malgrat els seus desavantatges encara poden trobar-se a internet alguns d'aquests aparells a la venda per aficionats a l'electrònica.